# Niździn
Niździn (prononciation : [ˈniʑd͡ʑin]) est un village polonais de la gmina de Mała Wieś dans le powiat de Płock de la voïvodie de Mazovie dans le centre-est de la Pologne.
Il se situe à environ 1 kilomètre à l'ouest de Mała Wieś (siège de la gmina), 29 kilomètres au sud-est de Płock (siège du powiat) et à 67 kilomètres au nord-ouest de Varsovie (capitale de la Pologne).
Le village compte approximativement une population de 233 habitants en 2013.

## Histoire
De 1975 à 1998, le village appartenait administrativement à la voïvodie de Płock.